# Bielmik
Bielmik (Trisopterus luscus) – gatunek ryby z rodziny dorszowatych.

## Występowanie
W wodach wschodniego Atlantyku od Wysp Brytyjskich i cieśniny Skagerrak po Afrykę oraz w zachodniej części Morza Śródziemnego.
Żyje na głębokości 30–100 m, na zewnętrznej części szelfu kontynentalnego. Żyje stadnie, szczególnie młode osobniki tworzą duże ławice.

## Cechy morfologiczne
Zazwyczaj osiąga 30 cm (max. 46 cm) długości. Ciało wysokie, odbyt położony pod środkiem pierwszej płetwy grzbietowej. Średnica oka równa długości pyska. Pierwsze promienie płetw brzusznych lekko wydłużone. „Wąsik” na brodzie dobrze rozwinięty. 
Grzbiet brązowy, boki szarosrebrzyste z 4–5 niewyraźnymi, poprzecznymi ciemnymi pasami. Ciemna plama przy podstawie płetw piersiowych. 

## Odżywianie
Żywi się głównie bentonicznymi skorupiakami a także niewielkimi rybami, mięczakami i wieloszczetami. 

## Rozród
Dojrzewa płciowo w wieku 1–2 lat przy długości 21–25 cm. Trze się od XII do VII. 

## Znaczenie
Łowiony w rybołówstwie. Trzymany w akwariach wystawowych.